# Perilitus brevispina
Perilitus brevispina är en stekelart som först beskrevs av Thomson 1892.  Perilitus brevispina ingår i släktet Perilitus och familjen bracksteklar. Arten är reproducerande i Sverige. Inga underarter finns listade i Catalogue of Life.